# Josep Serratusell i Abella
Josep Serratusell i Abella (Granollers, 6 de gener de 1924 - Granollers, 5 de desembre de 1989) fou un futbolista català de la dècada de 1940.

## Trajectòria
Començà la seva trajectòria futbolística a l'EC Granollers, on jugà fins a desembre de 1941, moment en què fou fitxat pel FC Barcelona. En aquesta primera etapa al club barcelonista arribà a disputar tres partits de lliga, malgrat fou majoritàriament suplent. Romangué al club fins al 1943. Aquest any fitxà pel CE Sabadell, club amb el qual disputà tres partits de lliga a primera divisió. Retornà al Granollers, el seu club d'origen, on jugà durant dues temporades, passant el 1946 al CF Badalona, on jugà hi dues temporades més. Retornà al Barça on jugà la temporada 1948-49. Al Barça, en les dues etapes guanyà una lliga, una copa i una Copa Llatina com a títols més importants. Retornà novament a Badalona, i el febrer de 1951 al Granollers. El mes de setembre de 1951 fou objecte d'un homenatge per part del Badalona, de qui va rebre la insígnia d'or i brillants. Amb el Granollers jugà fins a 1954.

## Palmarès
- Copa d'Espanya: 1941-42
- Lliga espanyola: 1948-49
- Copa Eva Duarte: 1948-49
- Copa Llatina: 1948-49
- Màxim golejador de la Segona Divisió espanyola de futbol: 1947-1948 con 31 gols.